# Rio de San Giovanni Crisostomo

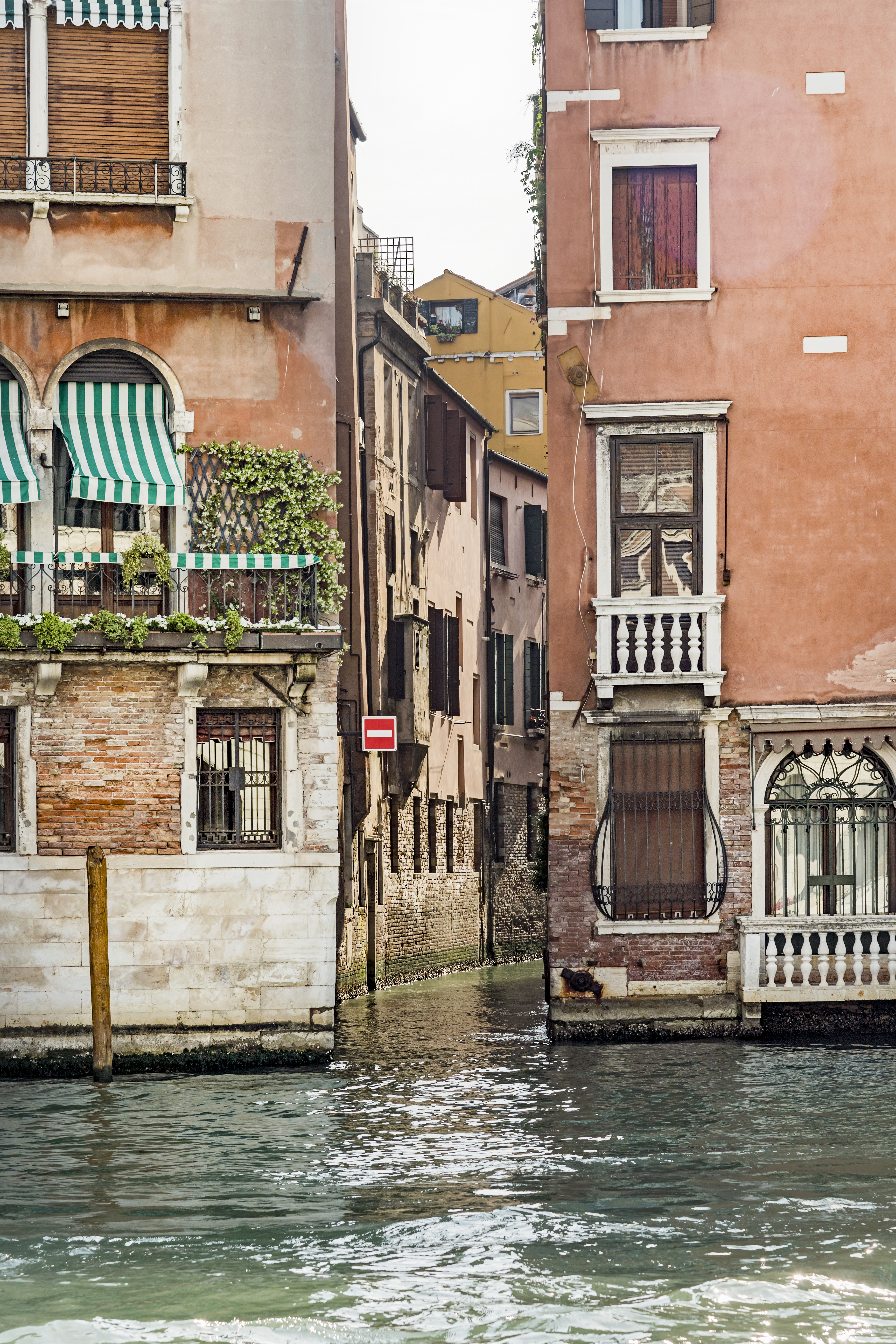
Ouverture étroite du rio dans le Grand Canal.

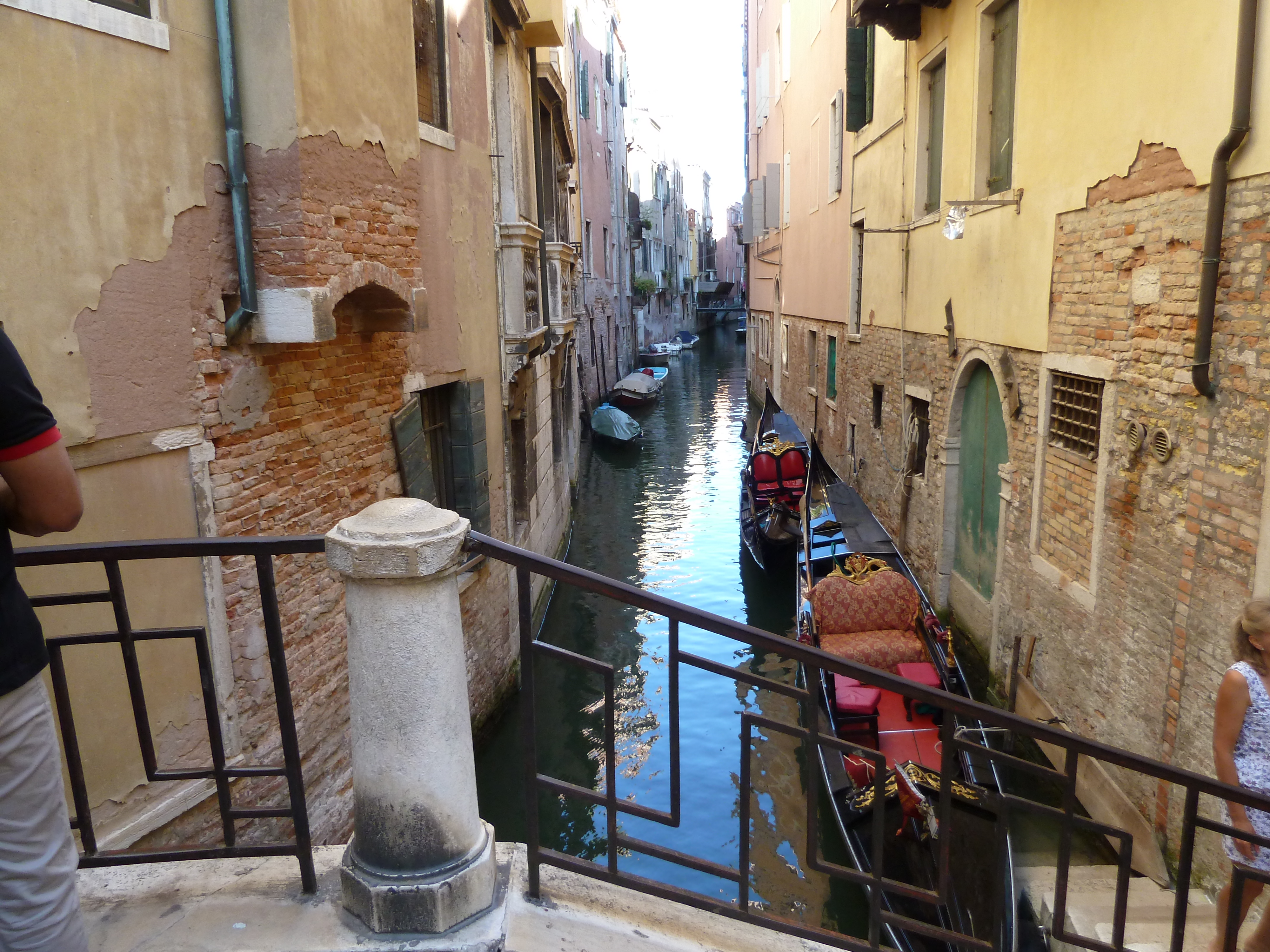
Le rio en sens est.

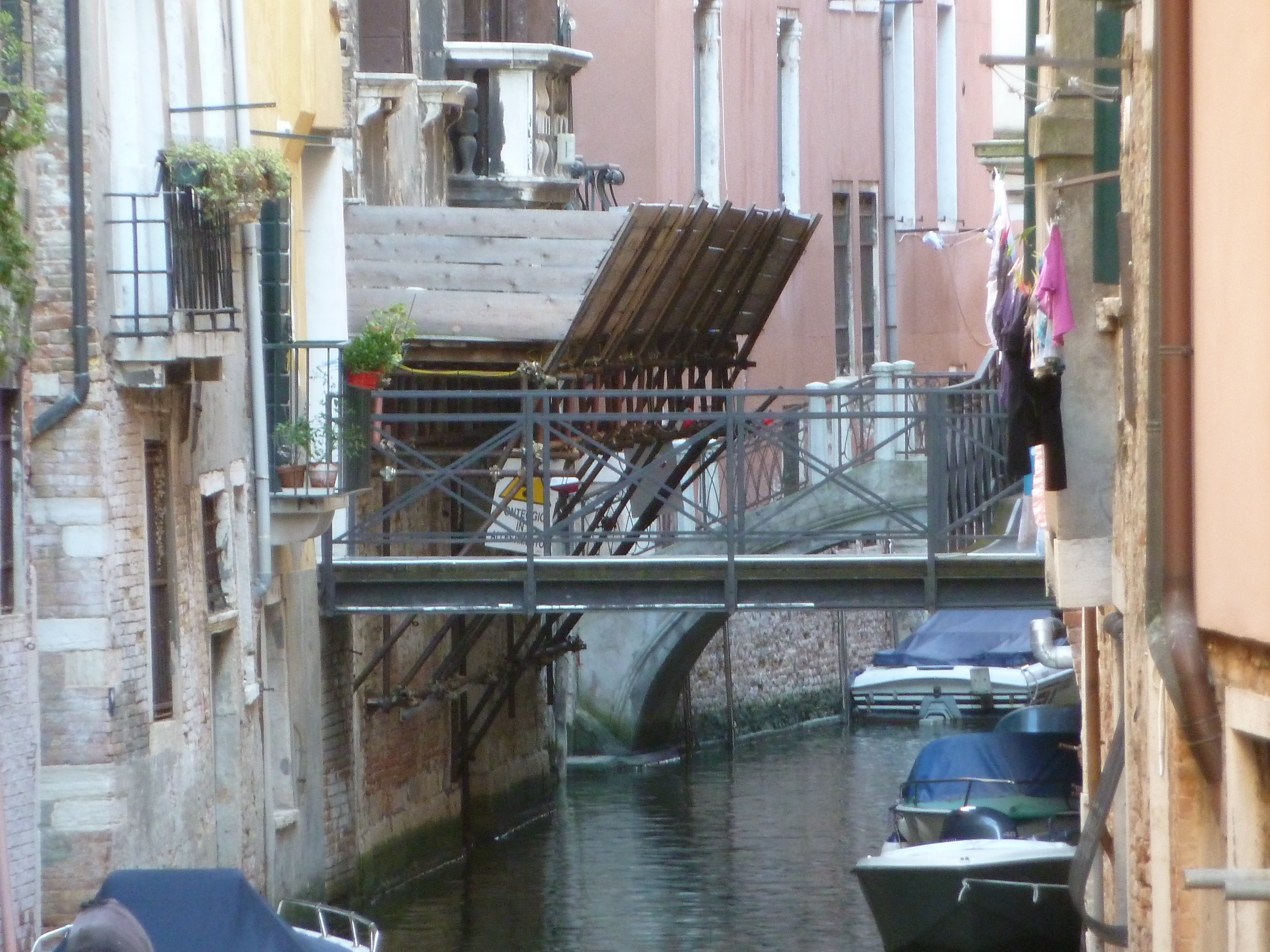
Le rio en sens ouest (vers le Grand Canal).

Le rio de San Giovanni Crisostomo (ou Grisostomo;canal de Saint-Jean-Chrysostome) est un canal de Venise dans le sestiere de Cannaregio.

## Description
Le rio de S.Giovanni Crisostomo a une longueur de 219 mètres. Il relie le rio de San Lio et le rio dei Miracoli en sens nord-est, puis en est vers son embouchure dans le Grand Canal.

### Rio del Bagatin
Le Rio del Bagatin partait du Rio dei Santi Apostoli et pénétrait dans le Rio de San Giovanni Crisostomo par un chemin presque rectiligne de nord en sud, avec un petit coude dans la partie sud. Il avait un petit quai au nord et un pont de pierre, le Ponte del Bagatin, qui le traversait à l'actuelle Salizada San Canzian. Les Bagatin furent une famille vénitienne.

Le Rio Terà del Bagatin a vu la vie à la suite de l’enterrement du Rio del Bagatin en 1774.

## Toponymie
Le nom provient de l'église San Giovanni Crisostomo, proche.

## Situation
- Le rio de San Giovanni Crisostomo débouche sur le Grand Canal à côté du palais Bollani Erizzo (it).

## Ponts

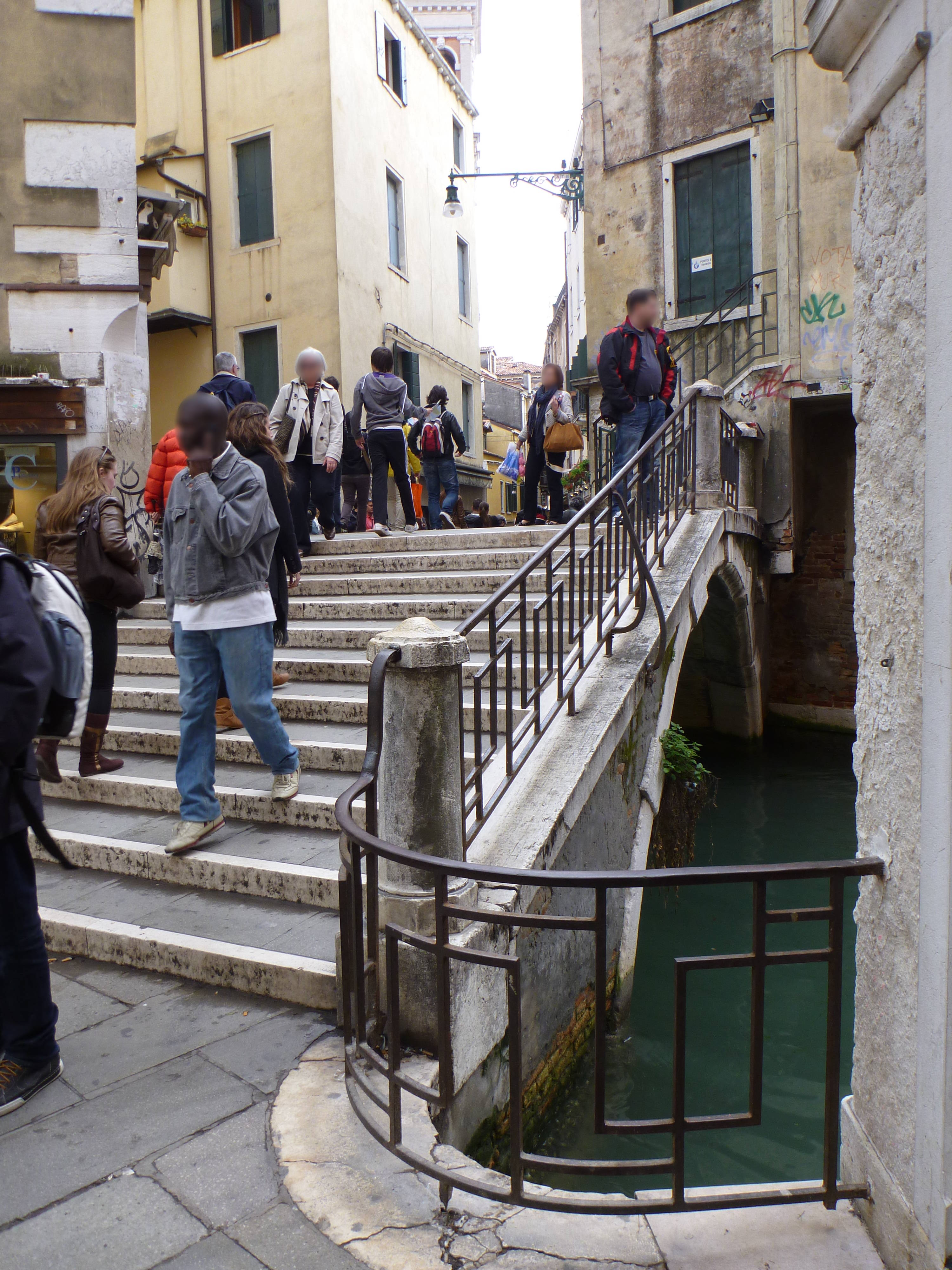
Le ponte dei Zogatoli

Ce rio est traversé par : le ponte dei Zogatoli, est une voie très usitée par les piétons entre la gare et le Rialto; le nom changé en 2018 en Zogatoli provient d'un ancien magasin de jouets qui s'y trouvait.